# Tepoztecatl

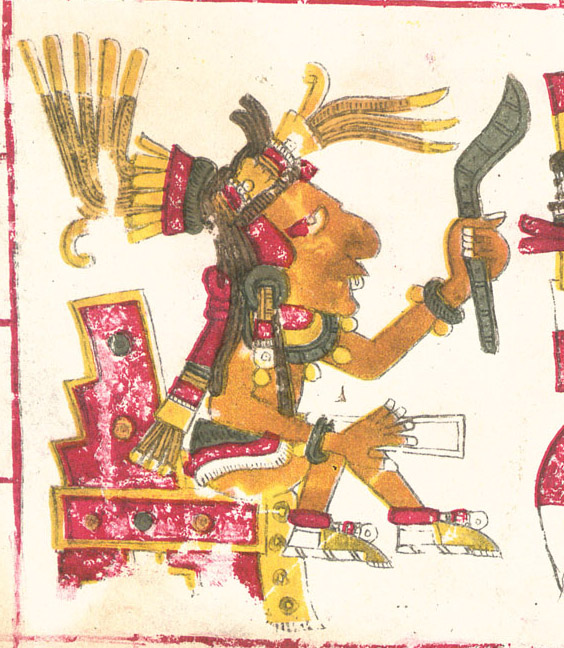
Tepoztécatl descritto nel Codice Borgia.

Nella mitologia azteca, Tepoztecatl (o Tezcatzontecatl) era il dio del pulque, dell'ubriacatura e della fertilità. Questa divinità era nota anche col nome con cui appariva nel calendario, Ometochtli (2 Coniglio). È il marito di Mayahuel, una delle raffigurazioni di Xochiquetzal.

## Descrizione
Secondo la mitologia azteca, Tepoztecatl era uno dei Centzon Totochtin, i quattrocento figli di Mayahuel, dea della pianta nota come metl, e di Patecatl, dio che scoprì il processo di fermentazione.  Essendo una divinità del pulque, Tepoztecatl viene associato ai culti della fertilità ed a Tlaloc. Tepoztecatl era anche associato al vento, da cui gli deriva anche il nome di Ehecacone, figlio del vento.
Tepoztecatl appare nel Codice Mendoza armato di un'ascia in rame.
El Tepozteco, nello stato messicano di Morelos, è un sito archeologico che prende il nome da questo dio. Il sito era un luogo sacro meta di pellegrinaggi fin dal Chiapas e dal Guatemala. Questo sito contiene una piccola piramide costruita su una piattaforma alta 9,5 metri, situata su una montagna che domina la città di Tepoztlán.